# Hierros artísticos
Hierros artísticos fue un libro publicado en 1901 en Barcelona, consistente en una serie de láminas representando productos de la artesanía del hierro, obra de Luis Labarta.

## Descripción
Se trata de una obra compuesta por dos volúmenes y publicada por Francisco Seix en Barcelona en 1901, con doscientas laminas que reproducen dibujos de hierros artísticos. Los dibujos correspondieron a Luis Labarta.
La obra incluyó un prólogo de Miquel Utrillo, firmado en el Cau Ferrat de Santiago Rusiñol. También contó con notas en castellano y francés acompañando cada lámina.
Los objetos reproducidos, que pertenecían tanto al arte en España como en otros países, formaban parte de museos públicos y colecciones particulares. Se incluyeron rejas de las catedrales de Burgos, Barcelona, Sevilla y Palencia, de templos de menor categoría y palacios, candelabros, llamadores, hacheros, charnetas, clavos, cerraduras, llaves, cofres, arquetas y atriles.
José Ramón Mélida, que echa de menos un carácter más metódico y una mayor precisión en datos y clasificaciones, hace mención a «la constante diferencia que en los epígrafes de las láminas se hace ó trata de hacerse del arte castellano y el catalán» y a la «abundancia de motivos» de este último.

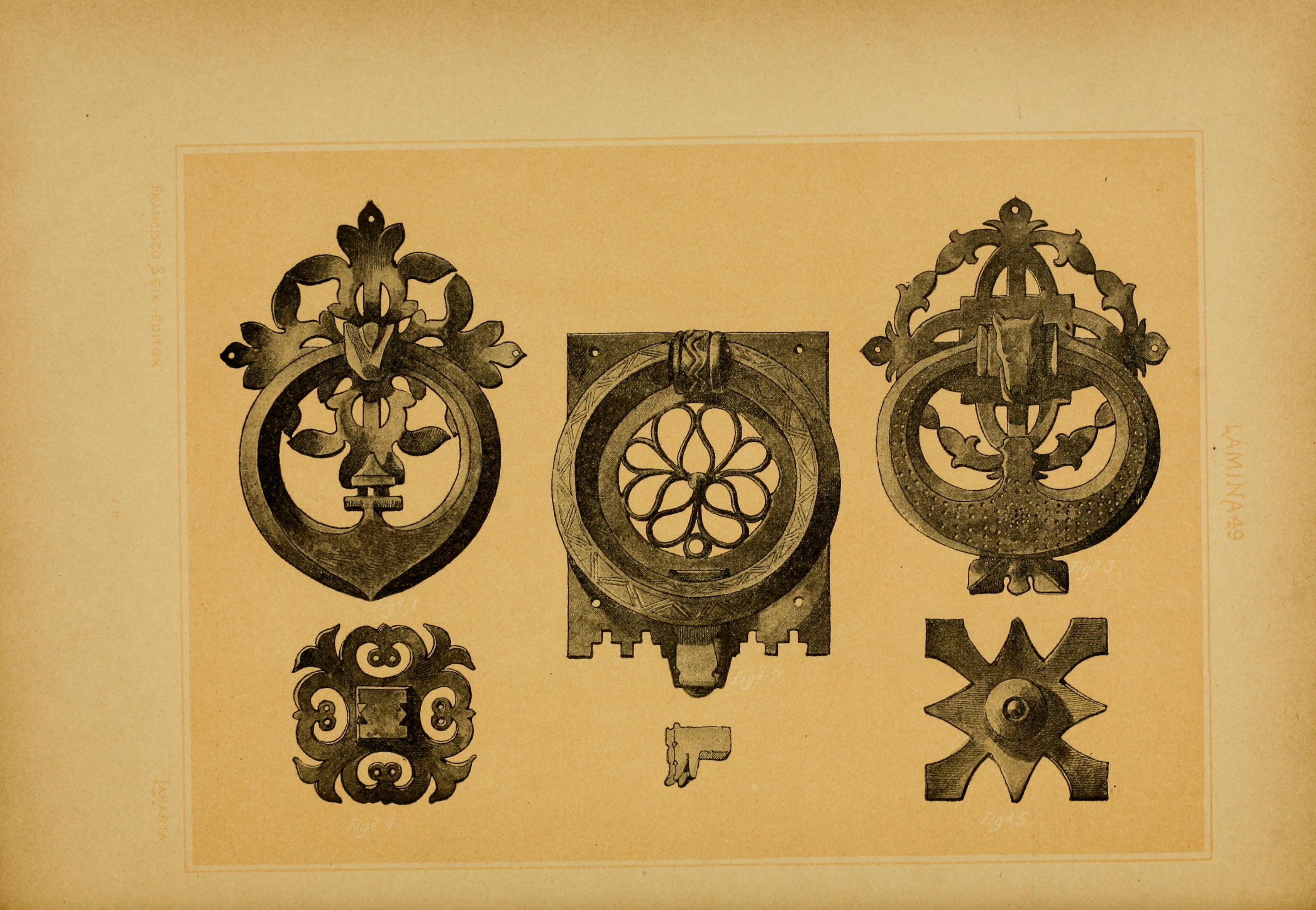
Aldabones y clavos o chatones
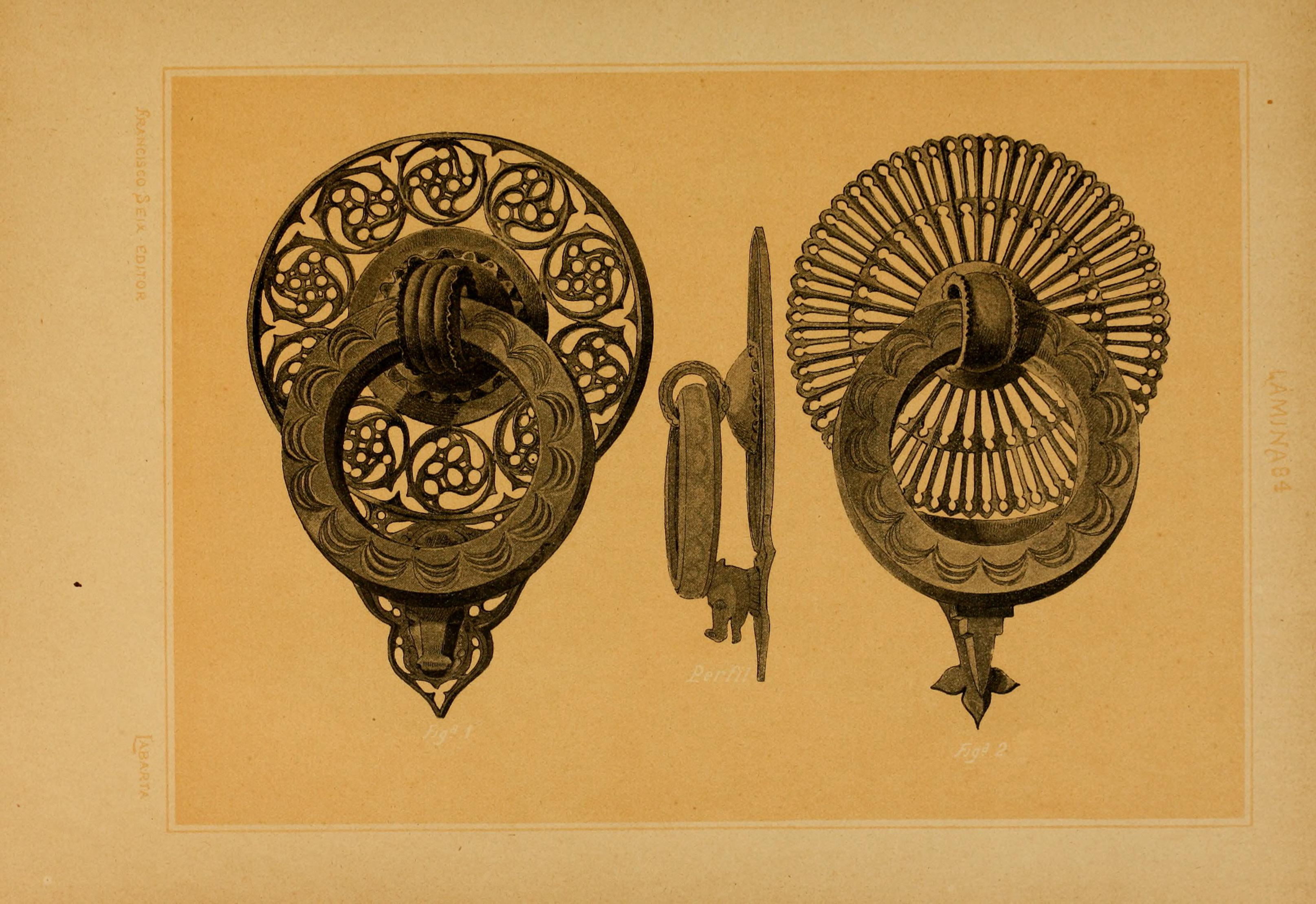
Aldabones
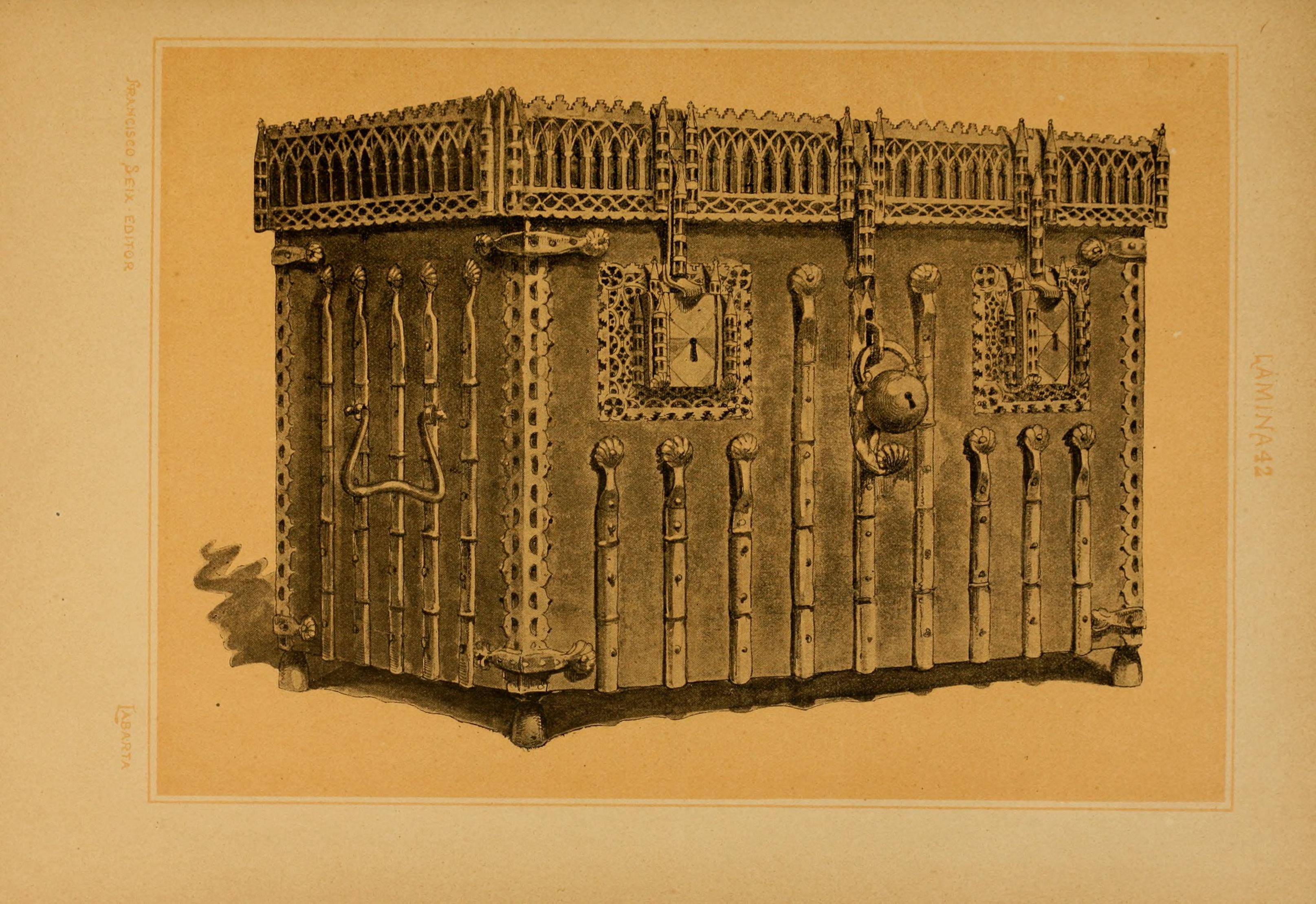
Cofre ferrado